# Dendropsophus frosti
Dendropsophus frosti es una especie de anfibio anuro de la familia Hylidae.

## Distribución geográfica
Esta especie se encuentra en:
- Colombia en el departamento de Amazonas;
- Perú en la región de Loreto.[3]

## Etimología
Esta especie lleva el nombre en honor a Darrel R. Frost.

## Publicación original
- Motta, Catroviejo-Fisher, Venegas, Orrico & Padial, 2012: A new species of the Dendropsophus parviceps group from the western Amazon Basin (Amphibia: Anura: Hylidae). Zootaxa, n.º 3249, p. 18-30.[4]